# Алиева, Сугра Рахмановна
Алиева Сугра Рахмановна (род. 1928 год, село Колатан, Ленкоранского уезда, (по др. данным — село Тангобин, Зувандского района), Азербайджанской ССР, СССР — дата и место смерти неизвестны) — колхозница, звеньевая колхоза «Новый путь», Герой Социалистического Труда (1948).

## Биография
Алиева Сугра Рахмановна родилась в 1928 году в крестьянской семье. По национальности талышка.

### Депортация
В 1937 году по решению Совнаркома СССР о депортации талышей (о депортации из приграничных районов Азербайджана) вместе с семьёй была депортирована. Семья была расселена в Чуйском районе Южно-Казахстанской (с 1939 года Джамбулской) области Казахской ССР (ныне Жамбылской области, Республики Казахстан).

### Трудовая деятельность
В 1941 году в возрасте 13 лет вступила в колхоз «Новый путь» Шуского района Джамбулской области. Трудилась рядовой колхозницей, работала в полеводческой бригаде.
В 1945 году возглавила свекловодческое звено. В 1947 году под её руководством свекловодческое звено собрало с участка площадью 2 гектара по 815 центнеров сахарной свеклы.
28 марта 1948 года указом Президиума Верховного Совета СССР за получение высоких урожаев пшеницы, ржи, хлопка и сахарной свёклы в 1947 году ей было присвоено звание Героя Социалистического Труда с вручением ордена Ленина и золотой медали «Серп и Молот».
С 1950 года работала рядовой свекловичницей.

## Память
В память о ней в Центральном парке села Толе Би на «Аллее Славы» установлен её бюст.

## Награды
- Герой Социалистического Труда (28.03.1948)
- Орден Ленина (28.03.1948)
- Медаль «Серп и Молот» (28.03.1948)